# 유회당
유회당(有懷堂)은 대전광역시 중구 무수동에 있는 조선시대의 건축물이다. 1989년 3월 18일 대전광역시의 유형문화재 제6호로 지정되었다.

## 개요
유회당과 기궁재는 권이진(1668∼1734) 선생의 호를 따서 지은 건물과 그에 소속된 재실로 보문산 남쪽 기슭 아늑한 곳에 자리잡고 있다.
부모를 간절히 생각하는 효성스러운 마음을 늘 품고 싶다는 뜻을 지닌 ‘유회(有懷)’는 중국 명나라 때 학자인 전목제의 ‘명발불매 유회이인(明發不寐 有懷二人)’이라는 시에서 따온 말이다.
유회당은 앞면 4칸·옆면 2칸 건물로 활수담이라는 작은 연못 뒤쪽에 있다. 앞면과 양쪽 면에 난간이 돌려진 툇마루가 있고 가운데 넓은 대청마루를 중심으로 양쪽에 온돌방을 배치하였다.
제사를 지내는 재실인 기궁재는 ㄱ자형 건물로서 넓은 대청을 중심으로 안방·건넌방·부엌 등이 있으며, 1920년대에 다시 지었다.
이곳에는 유회당 권이진 선생이 아버지의 묘를 지키기 위해 지은 시묘소인 삼근정사와 선생의 문집이 보관되어 있는 장판각이 함께 자리잡고 있다.

## 현지 안내문
조선 영조 때 호조판서를 지낸 유회당 권이진(有懷堂 權以鎭, 1668~1734) 선생이 건물 뒤 산에 있는 부모의 묘에 제사를 지내면서 독서와 교육을 하기 위해 1714년(숙종 40)에 지은 것이다. 유회(有懷)는 "부모를 간절히 생각하는 효성스러운 마음을 늘 품고자"하는 뜻이다. 삼근정사(三近精舍)는 묘, 시냇물, 철쭉숲이 가깝다 하여 이름 지은 것으로 이 고장에서는 유일한 시묘소(侍墓所 - 묘를 지키기 위해 세운 건물)이다. 기궁재는 유회당, 삼근정사 등을 관리하기 위한 재실건물로 묘사(墓祀)를 지낼 때나 종회(宗會) 등에 사용한다.

## 사진
- 유회당 정문의 모습
- 유회당 정문 뒤 보이는 다리
- 유회당의 소나무
- 장판각

## 같이 보기
- 유회당판각 - 대전광역시 유형문화재 제20호

## 참고 자료
- 유회당(부)기궁재 - 국가유산청 국가유산포털